# Daiyūzan-Linie
| Triebzug der Baureihe 5000 bei Midorichō |                   |                                     |                                     |
| Streckenlänge: | 9,6 km            |                                     |                                     |
| Spurweite: | 1067 mm (Kapspur) |                                     |                                     |
| Stromsystem: | 1500 V =          |                                     |                                     |
| Maximale Neigung: | 25 ‰              |                                     |                                     |
| Minimaler Radius: | 100 m             |                                     |                                     |
| Streckengeschwindigkeit: | 85 km/h           |                                     |                                     |
| Zweigleisigkeit: | nein              |                                     |                                     |
| |                   |                                     |                                     |
| Gesellschaft: | Izuhakone Tetsudō |                                     |                                     |
| \| \| \| → Hakone-Tozan-Linie 1935– \| \| \| \| \| → Straßenbahn Odawara 1888–1956 \| \| \| \| \| \| \| \| \| 0,0 \| Odawara (小田原) 1920– \| Odawara (小田原) 1920– \| \| \| \| Shin-Odawara (新小田原) 1927–1935 \| \| \| \| \| \| \| \| \| 0,4 \| Midorichō (緑町) 1935– \| Midorichō (緑町) 1935– \| \| \| \| ← Tōkaidō-Hauptlinie 1920– \| \| \| \| \| ← Tōkaidō-Shinkansen 1964– \| \| \| \| \| Sagami-hirokōji (相模広小路) –1935 \| \| \| \| \| Sanno-gawa \| \| \| \| 1,4 \| Isaida (井細田) 1926– \| Isaida (井細田) 1926– \| \| \| \| Ashigara (足柄) \| \| \| \| 2,3 \| Gohyakurakan (五百羅漢) 1925– \| Gohyakurakan (五百羅漢) 1925– \| \| \| \| ← Odakyū Odawara-Linie 1927– \| \| \| \| \| Odawara-Atsugi-Autobahn \| \| \| \| 3,1 \| Anabe (穴部) 1926– \| Anabe (穴部) 1926– \| \| \| 4,3 \| Iidaoka (飯田岡) 1926– \| Iidaoka (飯田岡) 1926– \| \| \| 5,0 \| Sagami-Numata (相模沼田) 1925– \| Sagami-Numata (相模沼田) 1925– \| \| \| 6,0 \| Iwahara (岩原) 1925– \| Iwahara (岩原) 1925– \| \| \| 6,3 \| Tsukahara (塚原) 1925– \| Tsukahara (塚原) 1925– \| \| \| \| Kari-gawa \| \| \| \| 8,2 \| Wadagahara (和田河原) 1925– \| Wadagahara (和田河原) 1925– \| \| \| 9,1 \| Fujifilm-mae (富士フイルム前) 1956– \| Fujifilm-mae (富士フイルム前) 1956– \| \| \| 9,6 \| Daiyūzan (大雄山) 1925– \| Daiyūzan (大雄山) 1925– \| |                   |                                     |                                     |
| Strecke · Strecke von links · Kreuzung geradeaus oben |                   | → Hakone-Tozan-Linie 1935–          | → Hakone-Tozan-Linie 1935–          |
| U-Bahn-Strecke von links (außer Betrieb) · U-Bahn-Strecke quer (außer Betrieb) · Kreuzung mit U-Bahn geradeaus oben (Querstrecke außer Betrieb) · Kreuzung mit U-Bahn geradeaus oben (Querstrecke außer Betrieb) · Kreuzung mit U-Bahn geradeaus oben (Querstrecke außer Betrieb) |                   | → Straßenbahn Odawara 1888–1956     | → Straßenbahn Odawara 1888–1956     |
| Tunnel · Tunnel · Tunnel |                   |                                     |                                     |
| U-Bahn-Kopfbahnhof Streckenende (Strecke außer Betrieb) | 0,0               | Odawara (小田原) 1920–              | Odawara (小田原) 1920–              |
| Kopfbahnhof Streckenanfang (Strecke außer Betrieb) · Strecke nach halblinks · Strecke nach halbrechts |                   | Shin-Odawara (新小田原) 1927–1935   | Shin-Odawara (新小田原) 1927–1935   |
| Strecke · Strecke von halblinks · Strecke von halbrechts |                   |                                     |                                     |
| Haltepunkt / Haltestelle · Strecke · Strecke · Strecke | 0,4               | Midorichō (緑町) 1935–              | Midorichō (緑町) 1935–              |
| Kreuzung geradeaus unten · Strecke nach rechts · Strecke · Strecke |                   | ← Tōkaidō-Hauptlinie 1920–          | ← Tōkaidō-Hauptlinie 1920–          |
| Kreuzung geradeaus unten · Strecke quer · Strecke nach rechts · Strecke |                   | ← Tōkaidō-Shinkansen 1964–          | ← Tōkaidō-Shinkansen 1964–          |
| ehemaliger Haltepunkt / Haltestelle · Strecke |                   | Sagami-hirokōji (相模広小路) –1935  | Sagami-hirokōji (相模広小路) –1935  |
| Brücke über Wasserlauf · Brücke über Wasserlauf |                   | Sanno-gawa                          | Sanno-gawa                          |
| Haltepunkt / Haltestelle · Strecke | 1,4               | Isaida (井細田) 1926–               | Isaida (井細田) 1926–               |
| Haltepunkt / Haltestelle |                   | Ashigara (足柄)                     | Ashigara (足柄)                     |
| Bahnhof · Strecke | 2,3               | Gohyakurakan (五百羅漢) 1925–       | Gohyakurakan (五百羅漢) 1925–       |
| Kreuzung geradeaus unten · Strecke quer · Strecke nach rechts |                   | ← Odakyū Odawara-Linie 1927–        | ← Odakyū Odawara-Linie 1927–        |
| |                   | Odawara-Atsugi-Autobahn             |                                     |
| Haltepunkt / Haltestelle | 3,1               | Anabe (穴部) 1926–                  | Anabe (穴部) 1926–                  |
| Haltepunkt / Haltestelle | 4,3               | Iidaoka (飯田岡) 1926–              | Iidaoka (飯田岡) 1926–              |
| Bahnhof | 5,0               | Sagami-Numata (相模沼田) 1925–      | Sagami-Numata (相模沼田) 1925–      |
| Haltepunkt / Haltestelle | 6,0               | Iwahara (岩原) 1925–                | Iwahara (岩原) 1925–                |
| Haltepunkt / Haltestelle | 6,3               | Tsukahara (塚原) 1925–              | Tsukahara (塚原) 1925–              |
| Brücke über Wasserlauf |                   | Kari-gawa                           | Kari-gawa                           |
| Bahnhof | 8,2               | Wadagahara (和田河原) 1925–         | Wadagahara (和田河原) 1925–         |
| Haltepunkt / Haltestelle | 9,1               | Fujifilm-mae (富士フイルム前) 1956– | Fujifilm-mae (富士フイルム前) 1956– |
| Kopfbahnhof Streckenende | 9,6               | Daiyūzan (大雄山) 1925–             | Daiyūzan (大雄山) 1925–             |

Die Daiyūzan-Linie (jap. 大雄山線, Daiyūzan-sen) ist eine Eisenbahnstrecke auf der japanischen Insel Honshū, die von der Bahngesellschaft Izuhakone Tetsudō betrieben wird. In der Präfektur Kanagawa führt sie von Odawara nach Minamiashigara.

## Beschreibung
Die in Kapspur (1067 mm) verlegte Daiyūzan-Linie ist 9,6 km lang, eingleisig und mit 1500 V Gleichstrom elektrifiziert. Sie bedient 12 Bahnhöfe und Haltestellen, die Höchstgeschwindigkeit beträgt 85 km/h. Südlicher Ausgangspunkt ist der Bahnhof Odawara. Nach einer engen Linkskurve unterquert die Strecke sowohl die Tōkaidō-Hauptlinie als auch die Schnellfahrstrecke Tōkaidō-Shinkansen. Sie quert den Fluss Sanno, führt unter der Odakyū Odawara-Linie hindurch und folgt dem Fluss Kari, den sie nach der Station Tsukahara überbrückt. Endstation ist der Bahnhof Daiyūzan im Zentrum von Minamiashigara.

## Züge
Auf der Daiyūzan-Linie verkehren die Züge von 6 Uhr morgens bis kurz vor Mitternacht in einem festen Takt alle zwölf Minuten, wobei der Takt am frühen Morgen und am späten Abend größer ist. Es wird nicht nach einem Werktags- und Feiertagsfahrplan unterscheiden. Alle Züge befahren die gesamte Strecke. Zugkreuzungen sind nur in Gohyakurakan, Sagami-Numata und Wadagahara möglich. In der Nacht vom 31. Dezember auf den 1. Januar verkehren die Züge alle 36 Minuten, um den Besuch des Hatsumōde-Festes im Daiyūzan-Saijōji zu ermöglichen.

## Geschichte
Am 2. Juni 1922 wurde die Bahngesellschaft Daiyūzan Tetsudō (大雄山鉄道) gegründet. Sie eröffnete am 15. Oktober 1925 die neun Kilometer lange, von Anfang an elektrifizierte Strecke zwischen dem temporären Bahnhof Sagami-hirokōji in Odawara und Daiyūzan. Geplant waren Anschlussstrecken zum Daiyūzan-Saijōji (ein buddhistischen Tempel der Sōtō-shū-Richtung) und nach Yamakita an der Gotemba-Linie, doch beide Projekte blieben unverwirklicht. Am 10. April 1927 folgte die Eröffnung einer kurzen Verlängerung von Sagami-hirokōji nach Shin-Odawara, einem weiteren temporären Bahnhof. Schließlich erreichte die Strecke am 16. Oktober 1935 den endgültigen Ausgangspunkt im Bahnhof Odawara und die beiden temporären Bahnhöfe wurden stillgelegt. Die Daiyūzan Tetsudō ging am 23. August 1941 durch Übernahme in der Sunzu Tetsudō (駿豆鉄道) auf, die sich seit 1957 als Izuhakone Tetsudō bezeichnet. 1956 nahm die neue Besitzerin eine zusätzliche Haltestelle beim Fujifilm-Werk in Minamiashigara in Betrieb, am 25. November 1976 erhöhte sie die elektrische Spannung von 600 V auf 1500 V.

## Liste der Bahnhöfe

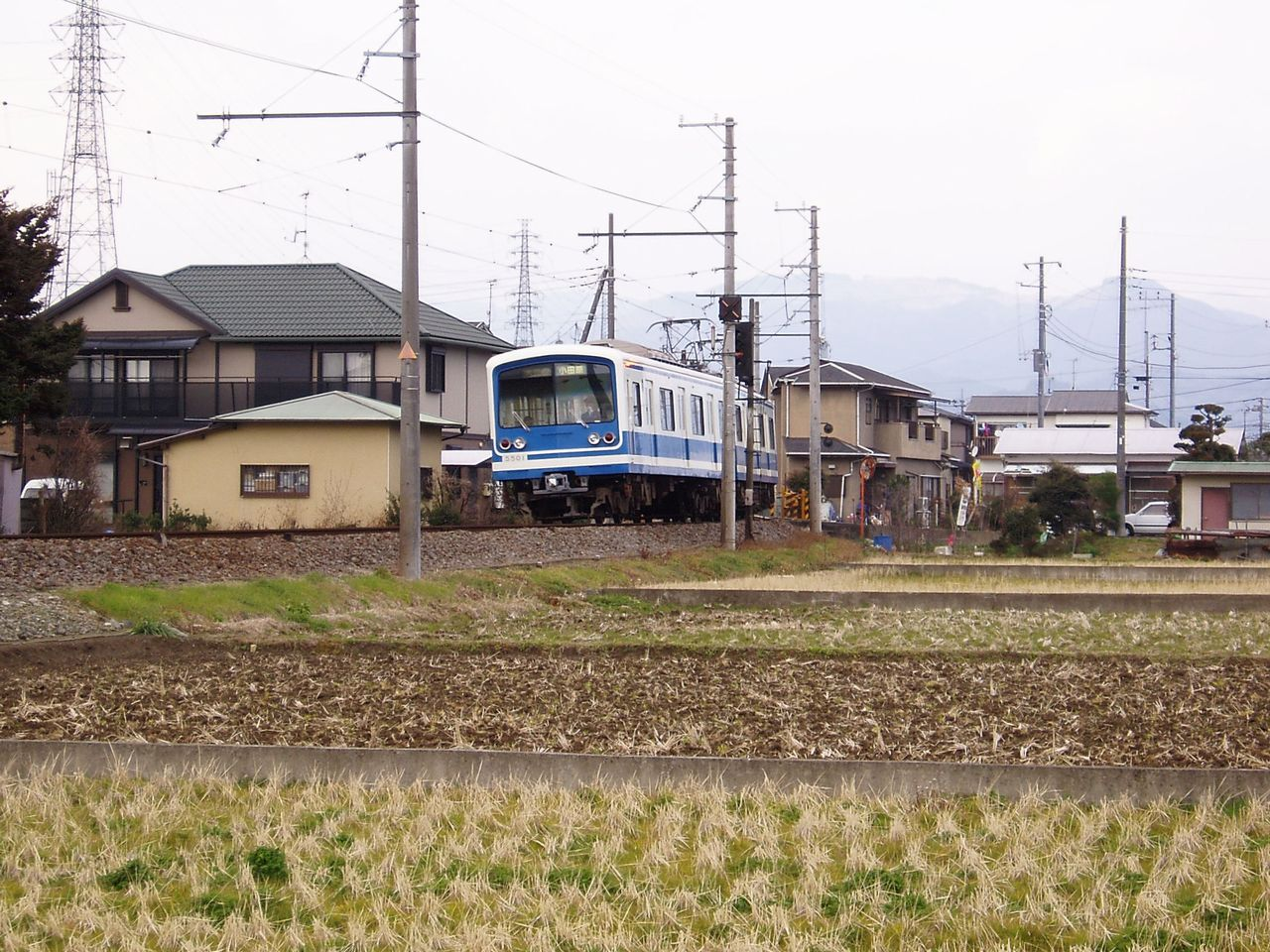
Zwischen Tsukahara und Wadagahara

| Name | Name                          | km  | Anschlusslinien                                                               | Lage   | Ort            |
| ---- | ----------------------------- | --- | ----------------------------------------------------------------------------- | ------ | -------------- |
| ID01 | Odawara (小田原)              | 0,0 | Tōkaidō-Shinkansen Tōkaidō-Hauptlinie Odakyū Odawara-Linie Hakone-Tozan-Linie | Koord. | Odawara        |
| ID02 | Midorichō (緑町)              | 0,4 |                                                                               | Koord. | Odawara        |
| ID03 | Isaida (井細田)               | 1,4 |                                                                               | Koord. | Odawara        |
| ID04 | Gohyakurakan (五百羅漢)       | 2,3 |                                                                               | Koord. | Odawara        |
| ID05 | Anabe (穴部)                  | 3,1 |                                                                               | Koord. | Odawara        |
| ID06 | Iidaoka (飯田岡)              | 4,3 |                                                                               | Koord. | Odawara        |
| ID07 | Sagami-Numata (相模沼田)      | 5,0 |                                                                               | Koord. | Minamiashigara |
| ID08 | Iwahara (岩原)                | 6,0 |                                                                               | Koord. | Minamiashigara |
| ID09 | Tsukahara (塚原)              | 6,3 |                                                                               | Koord. | Minamiashigara |
| ID10 | Wadagahara (和田河原)         | 8,2 |                                                                               | Koord. | Minamiashigara |
| ID11 | Fujifilm-mae (富士フイルム前) | 9,1 |                                                                               | Koord. | Minamiashigara |
| ID12 | Daiyūzan (大雄山)             | 9,6 |                                                                               | Koord. | Minamiashigara |